# Chlorure de bis(cyclopentadiényl)titane(III)
Le chlorure de bis(cyclopentadiényl)titane(III), ou réactif de Nugent-RajanBabu, est un composé organotitane de formule chimique [(η5-C5H5)2Ti(µ-Cl)]2. Il s'agit d'un solide vert qui se dégrade à l'air libre. Ce complexe est utilisé en synthèse organique pour les réductions à un électron. En présence d'un solvant convenable pouvant agir comme donneur à deux électrons, par exemple un éther comme le tétrahydrofurane (THF), le dimère établit un équilibre chimique avec les formes (η5-C5H5)2TiCl et (η5-C5H5)2TiCl(solvant). Ce sont ces formes particulières qui sont responsables de l'essentiel des propriétés chimiques de ce réactif, raison pour laquelle ce dernier est parfois écrit simplement comme monomère Cp2TiCl.
Il a été publié pour la première fois en 1955 en 1955 par Geoffrey Wilkinson. On l'obtient couramment en réduisant du dichlorure de titanocène Cp2TiCl2 par du zinc, du manganèse ou du magnésium. En chimie organique, il est généralement préparé in situ pour être utilisé directement.

## Réactions
Le chlorure de bis(cyclopentadiényl)titane(III) réalise l'ouverture anti-Markovnikov des époxydes pour former un intermédiaire radicalaire en restant tolérant aux alcools et à certains groupes fonctionnels azotés basiques, mais il est sensible aux groupes fonctionnels oxydants tels que les groupes nitro. La suite de la réaction est déterminée par les réactifs ajoutés et les conditions opératoires :
- En présence de donneurs d'atomes d'hydrogène, tels que 1,4-cyclohexadiène[9], tert-butylthiol (en) (CH3)3CSH[10], eau[11], l'intermédiaire est protoné pour donner un alcool. Cette conversion conduit au régioisomère complémentaire de celui d'une ouverture époxyde utilisant un hydrure métallique ; on connaît en particulier l'utilisation d'aluminohydrure de lithium LiAlH4 pour former l'alcool de Markovnikov et en particulier des cyclohexanols axiaux à partir d'époxycyclohexanes (en)[12],[13].
- La réaction de l'intermédiaire avec un deuxième équivalent de Cp2TiCl piège le radical sous la forme d'une espèce alkyl-titane(IV) qui peut subir soit une élimination de β-hydrures, soit une déshydratation par élimination des β-alcoolates ; dans les deux cas, on obtient un alcène[7],[8],[14].
- L'intermédiaire radicalaire peut également être piégé de manière intramoléculaire lorsqu'un fragment accepteur approprié, tel qu'un alcène, un alcyne, un carbonyle, etc., est présent dans l'époxyde. La synthèse de produits naturels avec des systèmes polycycliques a tiré parti de cette approche[14]. Le piégeage intermoléculaire des acrylates et des acrylonitriles avec des radicaux dérivés d'époxydes est possible[15], ainsi que des variantes à liaisons intra-intermoléculaires[16].
- Une autre voie intercepte l'intermédiaire radicalaire avec une catalyse au nickel et facilite le couplage croisé énantiosélectif d'époxydes ouverts avec des électrophiles de type halogénure et pseudohalogénure[17].

Le monomère Cp2TiCl est une espèce à 15 électrons qui agit comme acide de Lewis et se lie par conséquent aux époxydes et aux composés carbonylés. Le complexe transfère un électron unique au substrat coordonné  en générant un radical alkyle avec un atome d'oxygène lié au titane(IV). Cette réaction est favorisée par la force de la liaison oxygène–titane ainsi que par le relâchement de la contrainte du cycle dans le cas des époxydes.

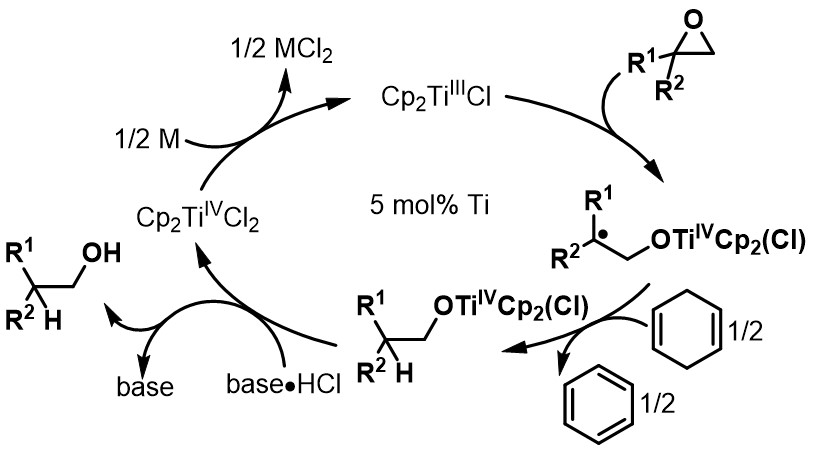
Cycle catalytique du réactif de Nugent-RajanBabu. Un sel faiblement acide de HCl favorise le clivage de la liaison TiIV–O et permet la régénération de Cp2TiIIICl à l'aide d'un réducteur stœchiométrique.

## Applications
Ce réactif a permis la synthèse de plus d'une vingtaine de produits naturels,,. Le cératopicanol est un sesquiterpène naturel dont le squelette carboné est incorporé à la structure de l'anislactone A et de la merrilactone A (en),. Le noyau cératopicanol est obtenu par ouverture régiosélective de l'époxyde et cyclisation radicalaire 5-exo,. L'ajout d'un sel de chlorhydrate à la réaction facilite la libération de l'intermédiaire de titane(IV) lié à l'oxygène, ce qui permet de recycler le réactif.
La pervenche de Madagascar Catharanthus roseus L. est la source d'un certain nombre de produits naturels importants, dont la catharanthine (en), la vindoline et les vinca-alcaloïdes produits à partir de celles-ci : la leurosine, ainsi que la vinblastine et la vincristine, utilisées en chimiothérapie, qui peuvent tous être obtenus à partir de la plante,,,. La vinorelbine est ainsi obtenue par hémisynthèse pour traiter le cancer bronchique non à petites cellules, et n'a pas été observée dans le milieu naturel. Il est cependant possible de la préparer soit à partir de vindoline et de catharanthine, soit à partir de leurosine, en passant dans les deux cas par l'anhydrovinblastine. La méthode par la leurosine utilise le réactif de Nugent-RajanBabu pour réaliser une désoxygénation de la leurosine hautement chimiosélective,. L'anhydrovinblastine est ensuite mise à réagir séquentiellement avec du N-bromosuccinimide et de l'acide trifluoroacétique CF3COOH suivi de tétrafluoroborate d'argent AgBF4 pour donner la vinorelbine.
Par ailleurs, les cétones cycliques et benzyliques sont réduites en leur alcool respectif.
Le chlorure de bis(cyclopentadiényl)titane(III) agit également sur le couplage pinacolique, et la réaction de McMurry des aldéhydes et des cétones. Une réaction de Barbier est observée entre les aldéhydes ou les cétones et les électrophiles allyliques dans des conditions catalytiques. Le mécanisme proposé implique la génération médiée par le titane(III) d'un radical allylique qui intercepte un carbonyle coordonné au titane(III). Une autre application implique la réduction monoélectronique d'énones pour générer des radicaux allyliques qui peuvent subir un piégeage intermoléculaire avec des acrylonitriles pour donner des adduits de Michael. Les alcools benzyliques et allyliques peuvent être désoxygénés dans des conditions douces à l'aide de Cp2TiCl en excès stœchiométrique, mais l'application de ces réactions pour les alcools aliphatiques reste limitée.

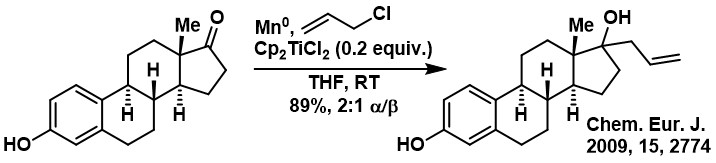
Exemple de réaction de Barbier catalysée par Cp2TiCl.